# Trichosteleum koghiense
Trichosteleum koghiense là một loài Rêu trong họ Sematophyllaceae. Loài này được (Thér.) O'Shea mô tả khoa học đầu tiên năm 2006.